# Британський Бечуаналенд

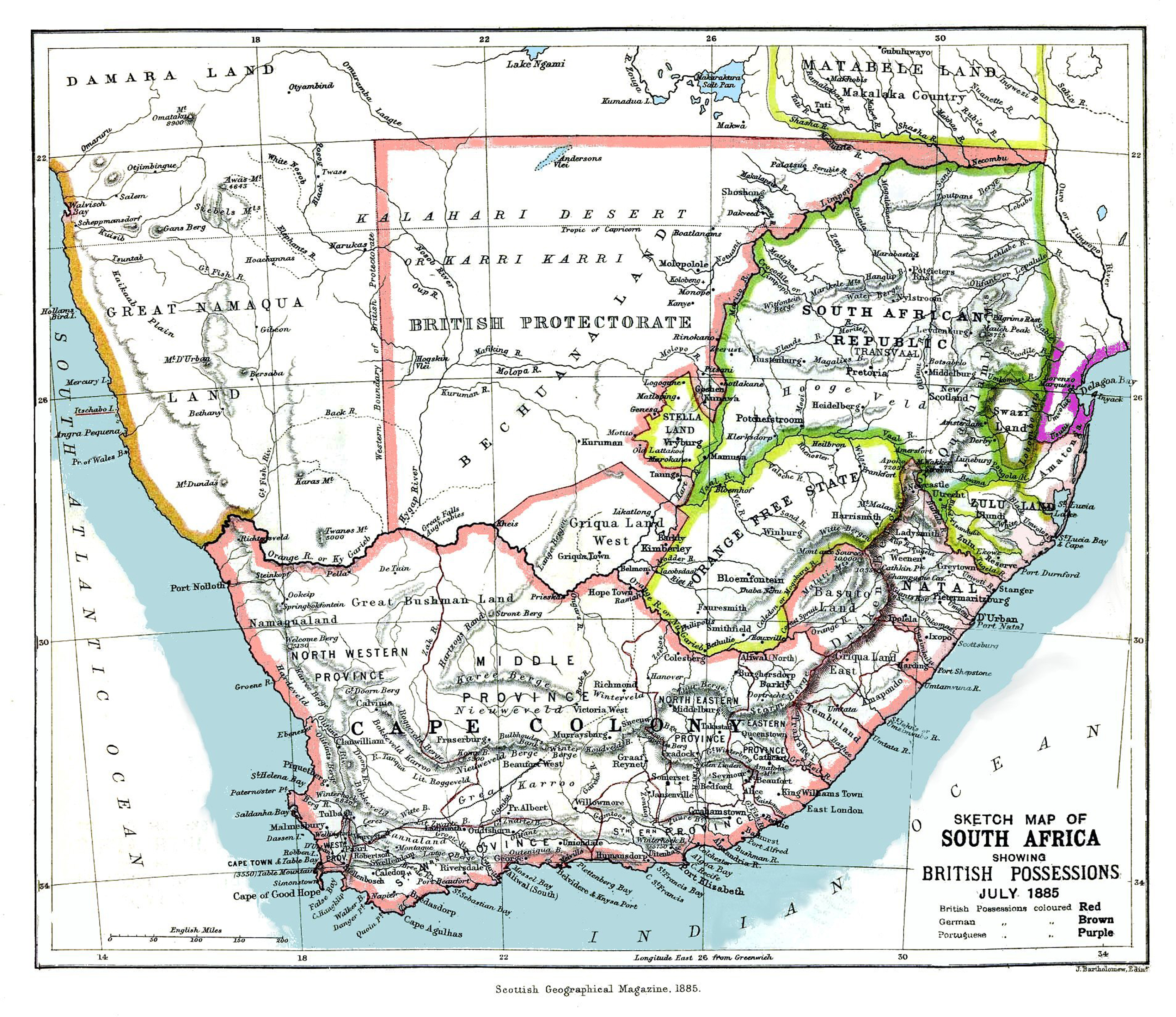
Карта 1885 року, на якій зображено протекторат Бечуаналенд до створення колонії Британії Бечуаналенд і Гельголенд-Занзібарського договору.

26°57′00″ пд. ш. 24°44′50″ сх. д. / 26.95° пд. ш. 24.747222° сх. д.
Британський Бечуаналенд — нетривала коронна колонія Великої Британії, що існувала в південній Африці з моменту свого утворення 30 вересня 1885 року до приєднання до сусідньої Капської колонії 16 листопада 1895 року Британський Бечуаналенд мав площу 51 424 квадратні милі (133 190 км2) і населення 84 210 осіб. Сьогодні регіон є частиною Південної Африки.

## Історія
Бечуаналенд означає «країна тсвана», і для адміністративних цілей був розділений на дві політичні одиниці річкою Молопо. Північна частина керувалася як протекторат Бечуаналенд, а південна частина була керована колонією Британського Бечуаналенду.

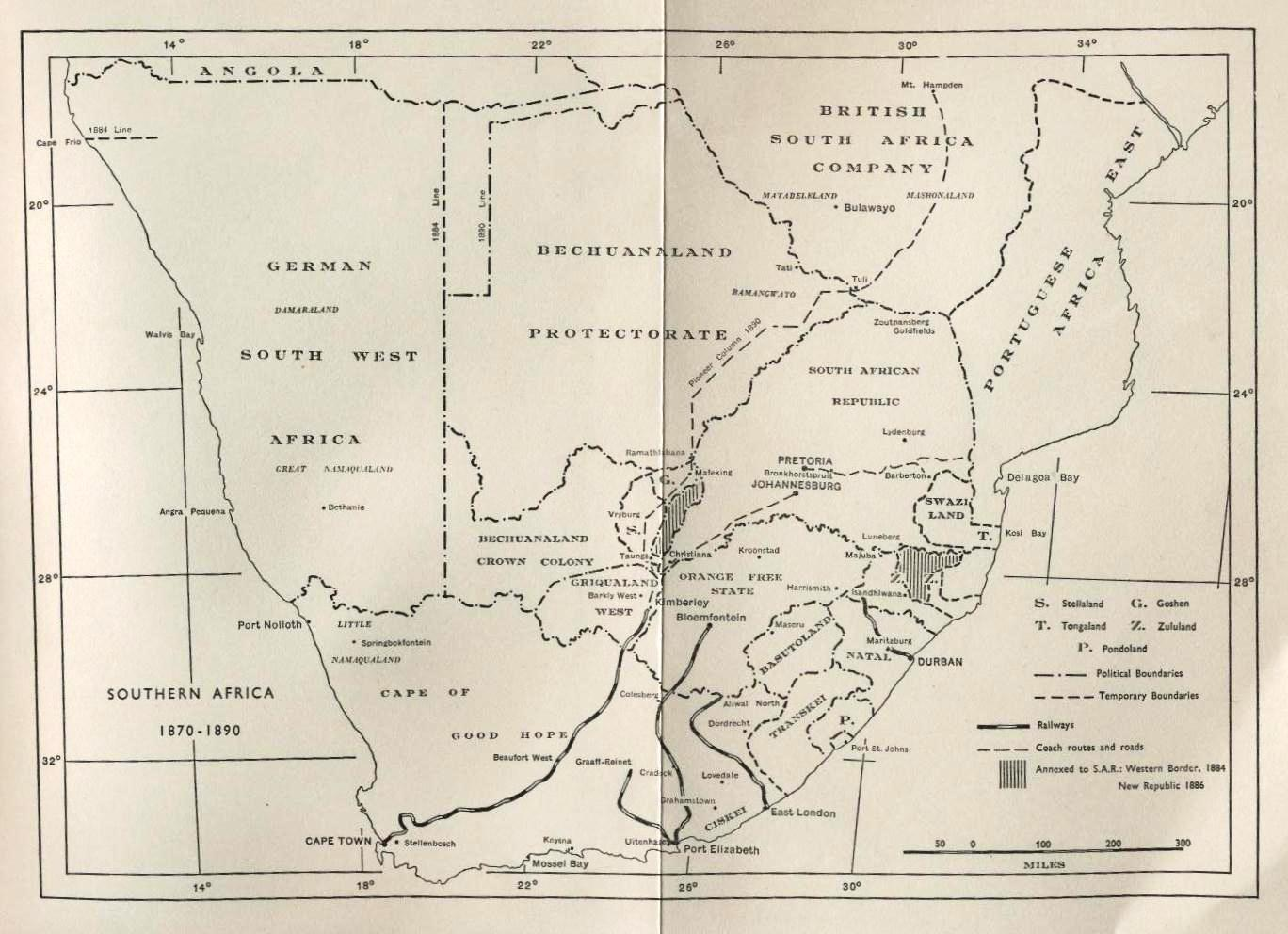
Карта, що показує політичні кордони в Південній Африці наприкінці XIX століття, включаючи Британський Бечуаналенд («Коронна колонія») і більший протекторат Бечуаналенд на півночі

У 1882 році країна Тсвана двічі відокремилася від бурських штатів Стеллаланд і Гошен. Протягом багатьох місяців, починаючи з 1883 року, чинився тиск на британський уряд, щоб він вжив заходів у Бечуаналенді через заворушення в цьому районі. 29 жовтня 1884 року британський уряд призначив сера Чарльза Воррена спеціальним уповноваженим Бечуаналенду. 13 листопада 1884 року парламент проголосував за виділення 675 000 фунтів стерлінгів (це еквівалентно понад 32 мільйонам фунтів стерлінгів сьогодні) для військових операцій у Бечуаналенді. Серу Чарльзу Воррену було дозволено залучити іррегулярні сили чисельністю 1500 осіб у Південній Африці на додаток до регулярних військ, які будуть надані.
Сили з 4000 військових під командуванням сера Чарльза Воррена вирушили відвоювати Стеллаленд і Гошен. 7 лютого 1885 року війська досягли Врібурга, головного міста Стеллаланда, а потім продовжили рух до села Руйгронд, адміністративного центру Гошен. На північ від Ройгронда було розташоване місто Мафікенг як адміністративний центр. До 8 квітня 1885 року сер Чарльз Воррен надіслав депешу, щоб сповістити британський уряд, що він окупував Бечуаналенд і повністю відновив порядок. Дві бурські республіки фактично здалися без кровопролиття.
30 вересня 1885 року Стеллаленд, Гошен та інші території на південь від річок Молопо та Носсоб (за винятком Західного Грикваленду) були створені як Коронна колонія Британського Бечуаналенду. У 1891 році Південно-Африканський митний союз був розширений до Британського Бечуаналенду, а в 1895 році колонія була приєднана до Капської колонії і тепер є частиною Південної Африки, території навколо Мафікенга.